# 鶴岡市立加茂水族館
鶴岡市立加茂水族館（つるおかしりつ かもすいぞくかん）は、山形県鶴岡市にある、同県唯一かつ市立の水族館である。同館は旧加茂町の中心部に近い、日本海に面した岬に建っている。愛称は「クラゲドリーム館」。

## 概要
クラゲの展示種類は50種類以上で、2008年（平成20年）にはクラゲの繁殖等を授賞理由に古賀賞を受賞し、2012年（平成24年）には種類数でギネス世界記録に認定された。また、庄内地方沖に生息する約140種類の魚などを展示し、アシカショーやウミネコの餌付けショーも行っている。
加茂港（加茂村）は江戸時代、庄内藩・鶴岡城下の外港として繁栄した。明治以降の鉄道開通でその地位から転落する中、1930年（昭和5年）に隣接する湯野浜温泉への鉄道開通を機に、同温泉の組合が加茂港背後地に当館を誕生させた。太平洋戦争中は国策の施設に転用され、戦後は県の学校の校舎に使われた。
1956年（昭和31年）に、12年間の空白期間を経て水族館として復活し、集客力は高度経済成長後期の1967年度（昭和42年度）に「21万7372人/年度」に達した。その後は凋落し始め、バブル崩壊後の1997年度（平成9年度）に「9万2183人/年度」にまで落ち込んだ。90年近い当館の歴史において、（水族館以外も含めて）組合、県、市、第三セクター、民間、市と経営母体が変遷し、その途中に営業休止も経験した。また、館長が負債の個人担保をしてまで存続させたり、市民からの寄付などの支援を受けて再開館したりと、経営上の紆余曲折も経ながら、クラゲに特化した水族館として復活。今や「50万人/年度」以上を集客する庄内地方有数の観光地となった。
広域集客装置として観光業界から注目を受けるのはもちろん、クラゲの飼育・繁殖に関する高度なノウハウを持つ（水分が多いクラゲを排水溝で吸入してしまわないように水流の強さを抑えて水を循環させる「加茂式水槽」など）。このため、海洋生物学研究者や世界の他の水族館からも注目を受けている。また、度重なる経営危機を乗り越えて大幅な業績回復を成し遂げたため経済界からも注目されており、経済誌からの取材を度々受けている。

## 主な施設

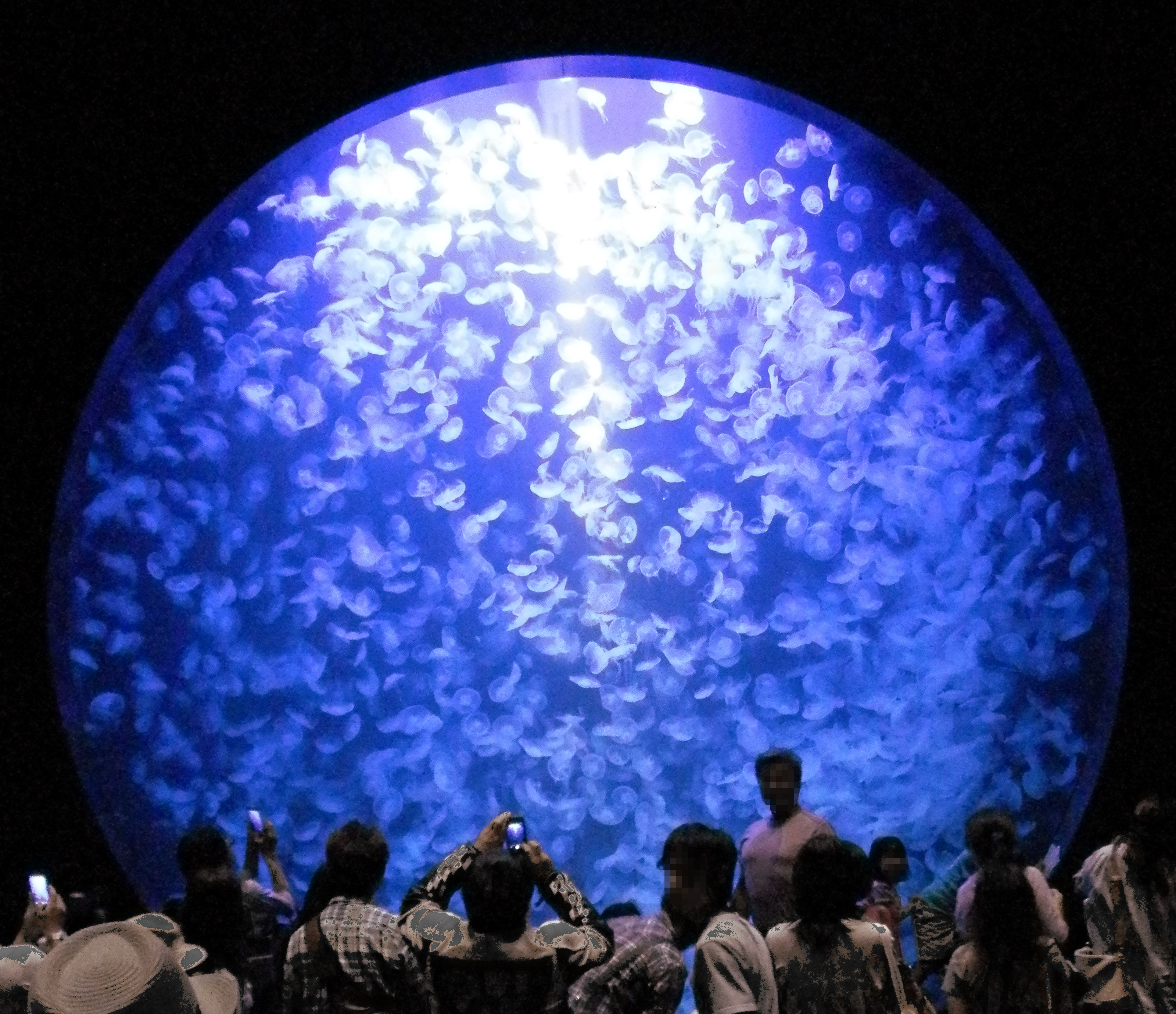
加茂水族館大水槽（クラゲドリームシアター）

- クラネタリウム - 常時30種類以上のクラゲを展示し、その飼育、展示の種類ともに世界一数を誇る。ケサランパサランも展示されている[注 2]。
- クラゲプラネット - ミズクラゲ約2000匹が泳ぐ[4]水量40トンの円形の水槽で[7]、直径5mのアクリルガラス窓からクラゲを観察できる[3]。
- アザラシ、ペンギンプール
- ラッコプール
- ウミネコ餌付けコーナー
- アシカショーコーナー
- 磯コーナー - 磯に住む生き物を展示、来館者は自由に触れて楽しむことができる。
- 魚匠ダイニング沖海月 - すり身状のクラゲ入りの梅肉をのせたご飯や、エチゼンクラゲを使った揚げ春巻きや焼売などのクラゲそのものを使った料理のほか、山形名物の玉こんにゃくをクラゲ形に成型した「クラゲこんにゃく」などのクラゲ料理を主に提供するレストラン[8]。

## クラゲ

### オワンクラゲと下村脩
下村脩が2008年（平成20年）ノーベル化学賞を受賞すると、その授賞理由となった緑色蛍光タンパク質（Green Fluorescent Protein; GFP）がオワンクラゲ由来であることも報道された。このことでオワンクラゲを飼育している同館が注目され、同館の入館者数が通常の1.5〜2倍にまで増加した。同館で飼育されているオワンクラゲは、自然界から採取した成体は発光するものの、人工繁殖で世代交代させると発光しなくなっていた。そのことを聞いた下村が2008年（平成20年）10月24日に直接同館に電話をし、「セレンテラジンを餌に混ぜれば、2週間で光る」とアドバイスをした。そして、下村の紹介で、三重大学大学院生物資源学研究科の教授・寺西克倫からセレンテラジンを譲り受け、発光実験に取り組んだ。
2008年（平成20年）10月、アメリカ合衆国の音楽学校生の下川和己がピアノ曲「Dance of the Aequorea」（オワンクラゲのダンス）を作曲して下村に献曲したところ、2009年（平成21年）6月12日に当館のBGMとして推挙した。これを機に、当館に下村のパネルコーナーが設置され、同曲のBGM使用も開始された。
2010年（平成22年）4月2日には下村が初めて来館し、一日名誉館長を務めた。その後2011年（平成23年）3月に同館では来館した際の写真やオワンクラゲを用いた切手シートを発行、30枚を下村に送った。翌4月にこのうちの15枚が加茂水族館に下村のサインが書かれて送られてきた。同年3月11日の東北地方太平洋沖地震（東日本大震災）で大きな被害を受けたマリンピア松島水族館にその一部とミズカサクラゲ、ハナガサクラゲが贈られた。

### ハッポウヤワラクラゲ
2012年（平成24年）9月22日 - 9月28日に採取したクラゲ数頭が、北半球で初採取の軟クラゲ目ヤワラクラゲ科の「オリエンタス」(Meliceritissa orientalis)と判明し、2012年（平成24年）暮れに学会発表され、奥泉和也副館長が「ハッポウヤワラクラゲ」と命名した。和名の由来を副館長は「放射管が中央から8本伸びていることから、末広がりの「八」とかけて」と述べた。大きさは1cm程度。

## 沿革
加茂港を抱える加茂村（当時）は江戸時代、庄内藩の鶴ヶ岡城下に最も近い北前船の寄港地として繁栄し、城下とを結ぶ加茂坂峠は鉄門海上人（即身仏）や、明治期になって鉄龍海上人（即身仏）あるいは三島通庸・山形県令によって道路の改修があり、現・鶴岡市中心部との間の交通利便性が図られ、加茂港には蒸気船も寄港して鶴岡の外港の地位を維持した。また、1889年（明治22年）の町村制施行に際しては周辺5村（湯野浜村含む）と合併して（新）加茂村が発足し、翌年には町制を施行した。
しかし、大正期に鶴岡駅が開業して羽越本線が整備されると、外港としての地位を失った（漁港としての地位は維持）。さらに高舘山をはさんで町外れにある旧・湯野浜村の湯野浜温泉に1930年（昭和5年）、鶴岡駅から庄内電気鉄道・湯野浜線が開業するにあたり、鉄道が通らない加茂町中心部近くにおいて加茂港の山形県水産試験場の隣接地に「山形県水族館」が地元有志の水族館組合によって設立され、当館の端緒となった（初代館長は湯野浜温泉の旅館「亀や」社長）。
戦時中に水族館は廃止されて県に譲渡され、男子青少年の修練施設の海洋道場となり、戦後も山形県水産学校（現・山形県立加茂水産高等学校）の仮校舎となっていたが、県から加茂町に建物が戻り、鶴岡市に編入合併された翌年の1956年（昭和31年）、10年以上の歳月を経て「鶴岡市立加茂水族館」として水族館が再開館した。
高度経済成長期にあって東京オリンピックが開催された1964年（昭和39年）、特別豪雪地帯の当地にあって従前の冬季休館を余儀なくされていた状況を改善する目的で、通年営業が出来る建物での新館が、旧館から西側約500mの「荒崎」と呼ばれる岬に移転・開業。秋田県男鹿水族館（現・男鹿水族館GAO）および新潟市立新潟水族館（現・新潟市水族館 マリンピア日本海）といった大型水族館が国道7号沿道かつ羽越本線沿線でどちらも鶴岡市から約150kmの隣県に開館した1967年（昭和42年）、市の意向で、湯野浜温泉一帯の観光開発を目的とする第三セクターの株式会社庄内観光公社に売却され「庄内浜加茂水族館」となった。翌年度には入館者数が過去最高の「21万7372人」となった。
しかし、庄内観光公社の湯野浜温泉地区にある他施設の経営失敗により、水族館の利益は他施設の赤字穴埋めに使われ、当館は1971年（昭和46年）末を以って閉鎖、従業員も全員解雇された。自主的に残った元従業員4人が自らの住居を担保にしたり、生命保険を解約したりするなど金策をして、水族館の生き物の餌代などを捻出しては世話をしていた。その窮状が『荘内日報』で伝えられると市民からの寄付も受けるようになり、翌1972年（昭和47年）3月には経営問題が未解決のまま再開館した。
同年6月には地元出身者が経営する佐藤商事（東京都）が負債1億4000万円を含めて経営を引き継いだ。それでも経営は上向かず、1976年（昭和51年）10月29日の酒田大火の日には強風と高波により当館は大きな被害を受け、さらに日本経済が安定成長期に入ったため入館者数は長期低落傾向を示した。同じ日本海側にあり競合相手の新潟市立新潟水族館が1990年（平成2年）に「マリンピア日本海」として移転オープンし、さらに大型化して注目される中、打開策としてバブル景気期から計画し、多額の資金を投じて1993年（平成6年）に実現した人気のラッコの飼育・展示でさえ低落傾向を止めることが出来ず、かえって負債を増やす結果になった。
1997年度（平成9年度）には過去最低の入館者数「9万2183人」となった（入館者がゼロという日もあった）が、サンゴの水槽で偶然クラゲが発生すると、それを見逃さずに展示に結びつけるセレンディピティがあり、ここから反転攻勢が始まった。クラゲに特化した展示や商品開発をすることで年度当たり10万人の入館者数に戻し、2000年（平成12年）にはクラゲ展示種類数日本一となった。

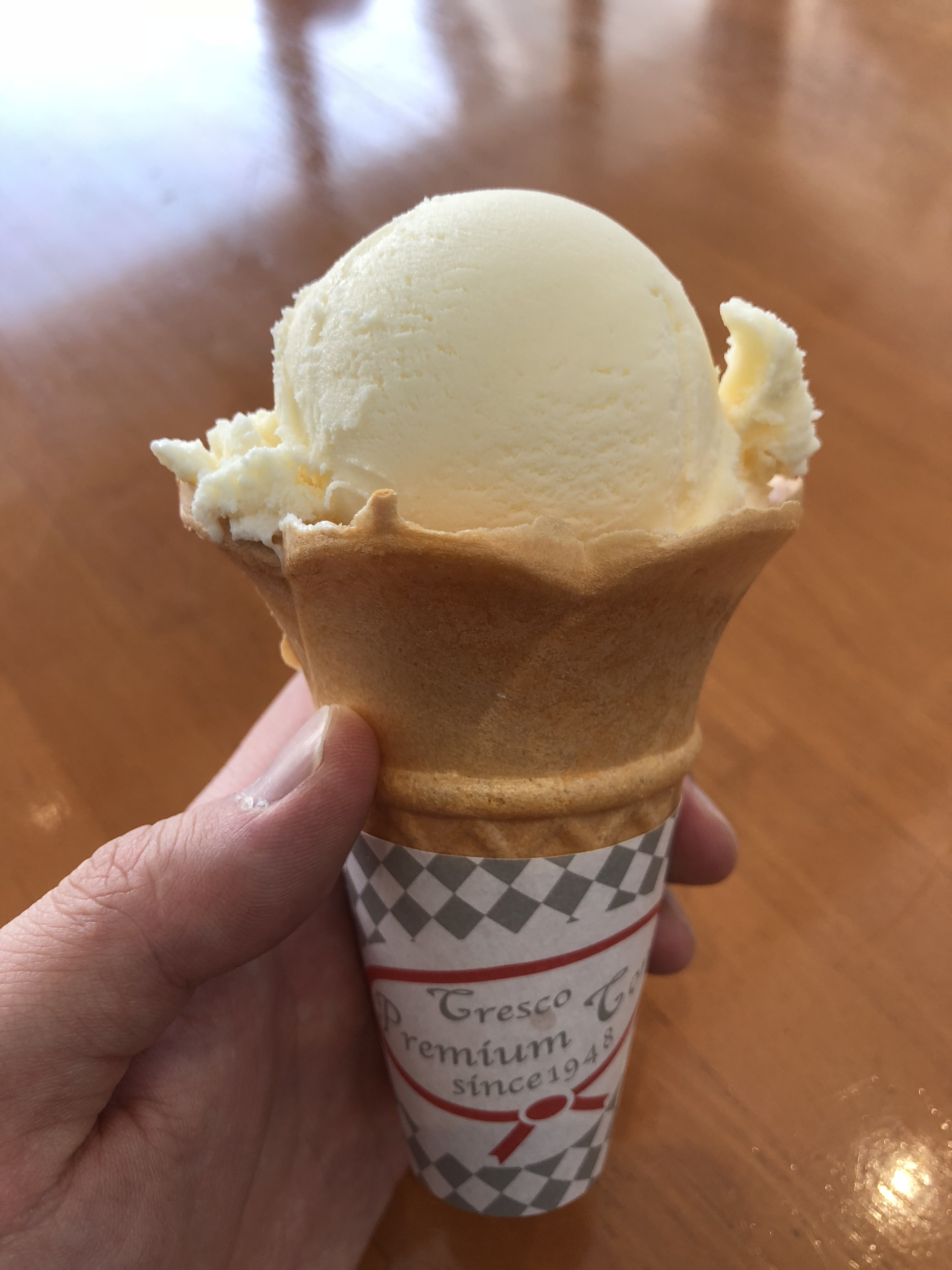
クラゲアイスクリーム（2018年3月）

しかしその後、3ヶ月連続で入館者数が減少。ここで遠洋漁業の元船長からクラゲが美味しいことを聞いた館長が、「クラゲを食べる会」の企画を立ち上げた。関連商品やイベントは、客を大笑いさせることを企図し、クラゲをしゃぶしゃぶや握り寿司にしたほか、「ナタデココ風クラゲココ」など10種類を用意したところマスコミが報道してくれ、客足が増加に転じた（後に開発された商品も含め、クラゲ入りのアイス、まんじゅう、羊羹等あり）。また、館内に「クラゲレストラン」を開業し、クラゲ定食およびクラゲラーメンを提供したところ、従前の4倍以上の売上を達成した。
2001年（平成13年）3月23日に日本クラウンから全国発売されたDVD『クラゲの神秘 α波 1/fのゆらぎ』では、クラゲ鑑賞とリラックスやヒーリング（癒やし）との関係が示唆される題名であり、その後に発売されたクラゲ関連DVDも同様の傾向をみせた、マスコミが取り上げる当館のクラゲの訴求力も、クラゲを食べるという色物の「食」から、次第に「癒やし」へと移っていくことになる。
競合相手の秋田県立男鹿水族館が建て替えのため一時閉館した2002年（平成14年）、市が買い戻して35年振りに「鶴岡市立加茂水族館」に名称復帰した。2005年（平成17年）にクラゲ展示種類数世界一となった。同年から日本大学生物資源科学部において、クラゲのヒーリング（癒やし）効果の科学的な検証がなされた。この頃から、当館の客層が従前のファミリー層や高齢者中心から、女性やカップルにまで広がる現象が見られた。またこの頃から、全国の水族館でもクラゲ展示に力を入れる例が増加し、競合相手が全国各地に現れることになった。中国の水族館までも視察に来たが、クラゲの飼育・繁殖は資本力に比例するものではなく様々なノウハウがあるため、当館の競争力は維持された。
2008年（平成20年）には日本動物園水族館協会より第22回「古賀賞」を受賞。さらに同年、下村脩がノーベル化学賞を受賞した際には、その研究対象となった「オワンクラゲ」を展示しているのが日本国内では当館しかなかったため全国的に注目されて、多くの入館者が訪れる幸運も得た。2009年度（平成22年度）には入館者数が1968年度の「21万7372人」を超えた。競合相手の秋田県立男鹿水族館や新潟市立新潟水族館は自治体からの補助を受けて運営されているが、当館は市からの補助金なしで運営し、黒字から1億2千万円を市に寄付した。
半世紀使用した旧館から、東隣に新館を建設して、2014年（平成26年）6月1日に移転・開館した。開館は「山形デスティネーションキャンペーン」（2014年6月14日 - 9月13日）に間に合わせることができたが、旧館を解体して駐車場にする工事については東日本大震災（2011年3月11日発生）に伴う復興特需や消費税増税（2014年4月1日に5%から8%に税率変更）に伴う駆け込み需要により工期が延び、新館開館には間に合わなかった。新館は鉄筋コンクリート地上3階建てで、延べ床面積が約4,000m2と旧館の約2.5倍となり、クラネタリウムも4倍規模になった。総工費約30億円のうち約27億円が合併特例債であり、その1/3にあたる9億円分をミニ公募債（住民参加型市場公募地方債）で調達することとして、1回目の募集の3億円分を「加茂水族館クラゲドリーム債」として発行したところ、発売20分で完売するほどの盛況を見せた。
2014年（平成26年）6月1日の新館への移転開業からの1年間の入館者数を、鶴岡市は年間30万人、同館館長の個人的な予想では50万人と見込んでいたが、83万5796人を数え、クラゲ特化が始まった年のそれの9倍以上にのぼった。
1968年（昭和43年）から館長を務め、経営危機の際にも身銭を切り、クラゲ特化の先導もした村上龍男が、2015年（平成27年）3月で退任。独自のクラゲ飼育技術を開発して当館を世界一に導いた奥泉和也副館長が後任として昇格した。

### 年表
- 1903年（明治36年）1月1日 - 荒崎灯台が初点灯[33]。
- 1919年（大正8年）4月 - 加茂町（当時）に漁労指導船事務所（1924年より山形県水産試験場）が設置された[34]。
- 1930年（昭和5年） - 庄内電気鉄道[注 5]湯野浜線が鶴岡市（当時）の鶴岡駅（北緯38度44分23.2秒 東経139度50分8.7秒）と加茂町の湯野浜温泉駅（北緯38度46分47.1秒 東経139度45分5.6秒）との間に開通するのに伴い、同町湯野浜温泉への観光客増加を見越して同温泉では旅館の増改築が盛んになされていたが、同町中心部に近く山形県水産試験場に隣接する加茂港において、観光の目玉として地元有志の水族館組合によって「山形県水族館[16]」（北緯38度45分45.7秒 東経139度43分46.3秒）が設立された[35][36]。
- 1944年（昭和19年） - 山形県へ譲渡され、水族館を廃止して、戦時下における青少年男子の修練施設・海洋道場となった[35][37]。
- 1946年（昭和21年）7月5日 - 山形県水産学校（現・山形県立加茂水産高等学校）の仮校舎となった[37][38]。
- 1952年（昭和27年） - 加茂港が地方港湾に指定[2]。
- 1953年（昭和28年） - 県から加茂町に無償譲渡。
- 1955年（昭和30年）7月29日 - 加茂町を含む西田川郡4町村が鶴岡市に編入合併された。
- 1956年（昭和31年） - 「鶴岡市立加茂水族館」として再開館[35]。

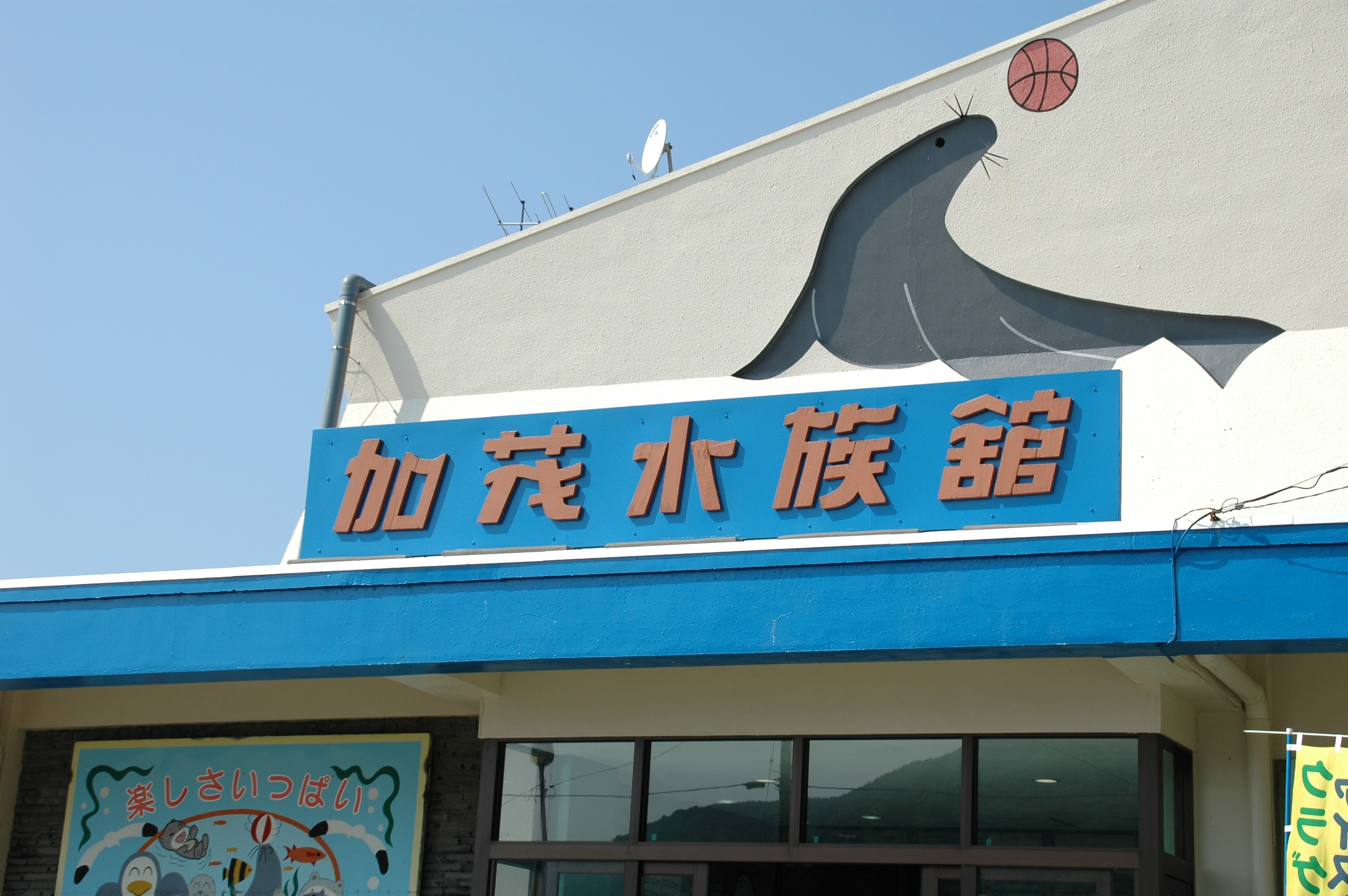
旧館（2005年8月撮影）

- 1964年（昭和39年）4月18日 - 旧館から西側約500m、荒崎灯台がある「荒崎」と呼ばれる岬の鶴岡市今泉字大久保656番地（北緯38度45分44.3秒 東経139度43分29.7秒）に移転新築（従前の冬季休館から通年営業に変更）[35][36]。
- 1967年（昭和42年） - 湯野浜温泉一帯の観光開発を目的とする第三セクターの株式会社庄内観光公社に売却され[39]、「庄内浜加茂水族館」に改称[36]。
- 1968年（昭和43年）3月31日 - 年度入館者数が過去最高の「21万7372人」となる。
- 1971年（昭和46年）12月31日 - 庄内観光公社が「船橋ヘルスセンター」を真似てつくったヘルスセンター「満光園」（宴会場・プール・プラネタリウム等を備えた。現在はホテルとして営業。北緯38度46分48.9秒 東経139度45分32秒）の経営が開館4年で行き詰まったあおりで、水族館が閉鎖され、従業員が全員解雇となった[39]。自主的に残った元従業員4人が自腹を切り、閉鎖を伝える荘内日報の記事を見た市民からの寄付も受けて、水族館の生き物を世話をし、生き延びさせた[39]。
- 1972年（昭和47年）
  - 3月12日 - 経営問題が未解決のまま、再開館[39]。
  - 6月 - 負債1億4000万円を引き受けた株式会社佐藤商事（東京都）が経営を引き継いだ[39]。
- 1975年（昭和50年）4月1日 - 庄内交通・湯野浜線が廃止。
- 1976年（昭和51年）
  - 東側隣接地に「加茂緑地」（北緯38度45分43.7秒 東経139度43分33.8秒）が完成[2][40]。
  - 10月29日 - 強風と高波によりアシカプールや倉庫などが全半壊し、アシカ1匹が死亡するなどし、しばらくの休館を余儀なくされた[41]。同日は酒田市で酒田大火が発生していた[41]。
- 1993年（平成6年） - 人気のラッコの飼育・展示を開始するが、入館者数の低落傾向を止めることが出来ず、かえって負債を増やす結果になった[35]。
- 1997年（平成9年） - サンゴの水槽で偶然クラゲが発生し、クラゲ展示が始まる[36]。当年度の入館者数が過去最低を記録した。
- 2000年（平成12年）
  - 3月 - クラゲ展示室を設置し、クラゲ展示種類数日本一となった（12種）。
  - 5月 - クラゲ展示室の名称を募集し、「クラネタリウム」と命名。命名者は、鶴岡市立黄金小学校2年生の児童。
- 2002年（平成14年）
  - 4月1日 - 市が買い戻し、財団法人鶴岡市開発公社が管理業務を行うことになった[42]。「鶴岡市立加茂水族館」に改称[36]。
  - 夏 - 人工海浜「加茂レインボービーチ」が隣接地に完成[2]。
  - 9月 第1回クラゲサミット開催。
- 2003年（平成15年）7月5日 - 国道112号加茂坂トンネル（Google マップ）が開通し、山形自動車道・鶴岡ICや鶴岡市中心部との間のアクセスが改善した。

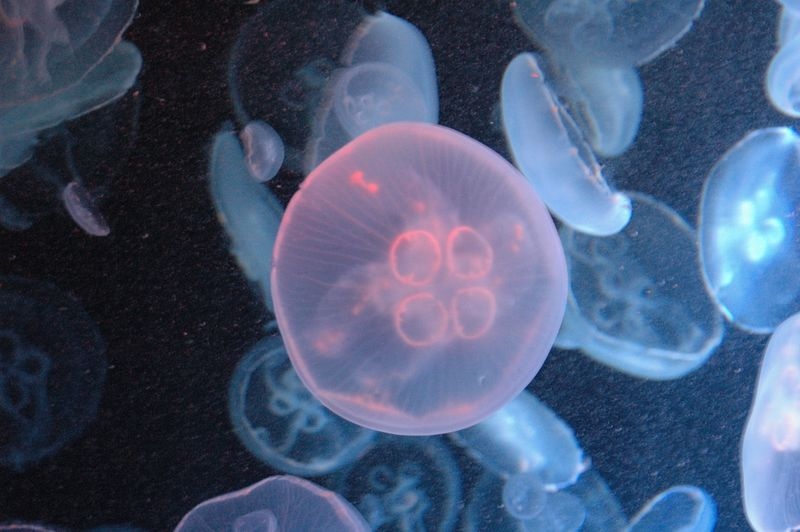
ミズクラゲ（2005年8月当館で撮影）

- 2005年（平成17年）3月 - クラゲ展示室リニューアル。アメリカ合衆国・モントレー水族館（17種）を抜き、クラゲ展示種類数世界一となった（21種）。
- 2006年（平成18年） - 鶴岡市開発公社が指定管理者となった。
- 2007年（平成19年）9月 - 第2回クラゲサミット開催。
- 2008年（平成20年）5月14日 - 日本動物園水族館協会より「オキクラゲ、その他クラゲの累代繁殖」を授賞理由に第22回「古賀賞」を受賞。
- 2010年（平成22年）
  - 3月27日 - 入館者数が1968年度の「21万7372人」を突破し、21万7373人目の入館者には榎本政規鶴岡市長と村上龍男館長から記念品が贈られた。
  - 4月2日 - オワンクラゲで当館と縁がある2008年ノーベル化学賞受賞者の下村脩が初めて来館し、一日名誉館長を務めた。
- 2011年（平成23年）
  - 3月10日 - 当館が監修したiPhone/iPod touch向けアプリケーション「癒しのクラネタリウム」が発売開始[43]。
  - 3月11日 - 東北地方太平洋沖地震（東日本大震災）が発生。
- 2012年（平成24年）4月7日 - クラゲの展示種類数でギネス認定された。刺す種類のみをクラゲとするルールで30種であった[44]。
- 2013年（平成25年）
  - 3月30日 - 当年度の入館者数が27万人となった[45]。
  - 4月 - 加茂緑地の国有地部分が正式に県有地に変更され、新館の駐車場として整備開始[40]。
  - 4月30日 - 新館の建設費の一部（9億円分）をまかなうミニ公募債「加茂水族館クラゲドリーム債」の1回目の3億円分を募集したところ、発売20分で完売するほどの盛況を見せた（残り6億円分の募集は2014年4月30日）[46][47][48][49][50][51][52]
  - 12月1日 - 移転準備のため一時休館[53][54]。

- 2014年（平成26年）

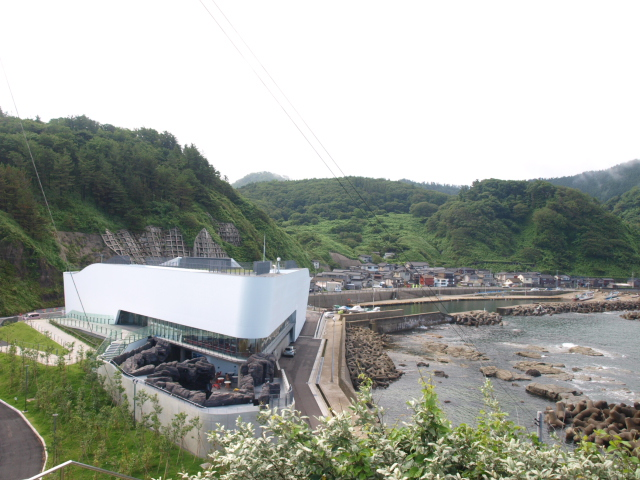
荒崎の岬の基部において旧館から新館に移転（2014年7月）。

  - 6月1日 - 旧館の東に隣接して建設した[4]新館を開館[3]（北緯38度45分42秒 東経139度43分28.7秒）。愛称「クラゲドリーム館」の使用開始。移転に伴い、住所が鶴岡市今泉字大久保656より同657-1となった。下村脩が名誉館長に就任[55]。
  - 6月14日 - 山形デスティネーションキャンペーンが開幕（9月13日まで）
- 2015年（平成27年）
  - 3月10日・3月11日 - 初の国際クラゲ会議が当館で開催。
  - 3月31日 - 村上龍男館長が退任。シニアアドバイザーに就任。
  - 5月31日 - 新館開業からの1年間で入館者数が83万5796人となった[56]。
  - 8月12日 - 新館開業からの入館者数が100万人を超えた[57]。
- 2016年（平成28年）
  - 7月2日 - 新館開業からの入館者数が150万人を超えた[58]。
  - 9月10日 - 天皇（明仁）・皇后（美智子）（当時）が訪問[59]。
- 2017年（平成29年）6月12日 - 新館開業からの入館者数が200万人を超えた[60]。
- 2018年（平成30年）3月17日 - 2017年10月に近くの砂浜で保護したキタゾウアザラシの公開を開始[61]。

## 入館者数
| 年度     | 入館者数   |
| -------- | ---------- |
| 1994年度 | 11万7848人 |
| 1995年度 | 10万2114人 |
| 1996年度 | 09万8411人 |
| 1997年度 | 09万2183人 |
| 1998年度 | 09万4104人 |
| 1999年度 | 09万6446人 |
| 2000年度 | 10万6267人 |
| 2001年度 | 11万5078人 |
| 2002年度 | 13万5416人 |
| 2003年度 | 不明       |
| 2004年度 | 不明       |
| 2005年度 | 17万3400人 |
| 2006年度 | 16万6200人 |
| 2007年度 | 16万6226人 |
| 2008年度 | 19万8491人 |
| 2009年度 | 22万0353人 |
| 2010年度 | 21万9200人 |
| 2011年度 | 22万2319人 |
| 2012年度 | 27万1210人 |
| 2013年度 | 25万1600人 |
| 2014年度 | 71万6354人 |
| 2015年度 | 61万6377人 |
| 2016年度 | 55万3000人 |
| 2017年度 | 55万8800人 |

## 交通
- 鉄道
  - JR羽越本線・鶴岡駅よりタクシー約20分、羽前大山駅よりタクシー約15分。
- バス
  - 鶴岡駅前より「加茂水族館経由湯野浜温泉行」乗車、「加茂水族館」下車（所要約30〜40分、平日8.5往復・土休5往復運行）。
- 道路
  - 山形自動車道・鶴岡ICから国道7号および国道112号を経由して加茂地区に至り、山形県道50号藤島由良線に入る（約15分）。
  - 日本海東北自動車道・庄内空港ICから国道112号方面へ。国道112号を湯野浜方面に入る（約17分）。
  - その他鶴岡西IC、三瀬IC、五十川IC（すべて日本海東北自動車道）からも20分以内。
- 航空
  - 庄内空港からタクシー約20分。
  - バス利用の場合、鶴岡駅前行きリムジンバスを利用し鶴岡駅前で下車、加茂経由湯野浜温泉ゆきまたは油戸行き乗車。

## 周辺
- 加茂港
- 山形県水産試験場
- 山形県立加茂水産高等学校
- 加茂緑地公園（→ 新館の駐車場に転用）
- 荒崎灯台

## 関連作品
書籍
- 『クラゲ 世にも美しい浮遊生活』（PHP新書 2014年）

映画
- 『くらげとあの娘』（2014年）[65]
- 『宇宙でいちばんあかるい屋根』（2020年）[66]
- 第24回FNSドキュメンタリー大賞ノミネート作品「夕日を釣り上げた男～加茂水族館 クラゲ館長の決断～」（2015年9月23日25:55 - 26:50放送、さくらんぼテレビジョン制作）[67]

TV
- ドキュメント72時間「ゆらゆら くらげに誘われて」（2017年6月16日22:50 - 23:15放送、NHK制作）[68]
- ザ・バックヤード 知の迷宮の裏側探訪「鶴岡市立加茂水族館」（2023年8月16日付、NHK教育）[69]

このほか、『もう、しませんから。』ではオリジナル商品を漫画の中で取り上げられ、『ライトノベルの楽しい書き方』第7巻では当館でクイズ大会が行われ、主人公たちが参加するのが取り上げられた。またテレビ東京『日経スペシャル ガイアの夜明け』でも数回取り上げられている。